# 长沟镇 (泗县)
长沟镇，是中华人民共和国安徽省宿州市泗县下辖的一个乡镇级行政单位。

## 行政区划
长沟镇下辖以下地区：
长沟村、汴河村、洋城湖村、朱彭村、邵庄村、马王村、大高圩村、戚庙村、大陈村、阴陵山村、小桂庄林场、小桂庄麦豆良种畅生活区、农作物示范良种场和泗县种猪场。